# VSOP (rapgroep)
VSOP was een Nederlandse rapformatie uit de Stadsregio Rotterdam die zich bezighield met Nederlandstalige hiphop. De groep bestaat uit Tim, CC, Mike Tibbert, ODM, Grimlock, DJ MP en R-Waves. Ze stonden bekend om hun energieke liveperformances.

## Geschiedenis
Vanaf het ontstaan draaide het bij VSOP voornamelijk om het maken van rauwe hiphop: harde beats en scherpe opscheppende teksten, al dan niet met een knipoog.
Sinds de oprichting in 1998 bouwde VSOP aan repertoire en bracht diverse demo's uit. In 2002 kwam het album Spelenderwijs uit bij het Rotterdamse undergroundlabel Redrum Records. De eigen visie op Nederlandstalige hiphop en de energieke liveshows zorgden ervoor dat VSOP, naast rapformaties als DAC en Opgezwolle, een voor die periode toonaangevende Nederlandstalige hiphopformatie werd. In 2003 won VSOP een Essent Award.
Frontman Tim was destijds eveneens een van de prominentste battle-MC's van Nederland. Met het winnen van de finale van Spitt 2004, sleept hij voor zijn crew een platencontract bij Top Notch in de wacht. Op dit label van Kees de Koning brengt VSOP vervolgens in 2004 het album Huiswerk uit, dat landelijk te vinden was in de platenzaken. Ter promotie van dit album werden de singles Voel je je gepest? en Voor Altijd vooruitgeschoven met bijbehorende videoclips. Tijdens hun tournées zorgden bangers als Veé Es Oow Peé, Huiswerk en Elleboogwerk vaak voor een opzwepend publiek.
Datzelfde jaar werd De Spiekremixes 1 door het collectief in eigen beheer uitgebracht. Deze mixtape werd beschouwd als de Rotterdamse tegenhanger van De Straatremixes en gaf een podium aan diverse artiesten uit de Rijnmond, zoals Excellent, Dutchman, Tjerk (Tjerk Schoonheim), Sage, de beloftevolle Mini en de groep Lost Rebels, die zich allen uitdrukten op bekende Amerikaanse beats. Als gevolg van het gretige aftrek van deze mixtape, brengt VSOP in 2005 De Spiekremixes 2 uit. De naam van deze mixtapes refereert naar de spiekbrief (in navolging van hun eerdere werk waarin de leden van VSOP met een knipoog hun luisteraars onderwezen) en verwijst eveneens naar Spikri, de naam in straattaal van de stad Spijkenisse, dat destijds de woonplaats was van een aantal VSOP-leden en bijdragende gastrappers.
Na een periode van veel optredens in diverse zalen van Nederland en op festivals als Planet Rock, Noorderslag en Lowlands, werd het vanaf 2006 stil rondom VSOP. De bandleden lieten individueel nog wel van zich horen, maar aan VSOP leek een einde gekomen te zijn. DJ MP ging verder met het produceren van muziek, waaronder voor Hef, en werd in 2010 mede-eigenaar van het Rotterdamse rap label ROTTZ. Producer R-Waves bleef nummers verzorgen op albums van Kas, Excellent en andere Rotterdamse muziekprojecten en hielp Tim met zijn debuutalbum De Hoogste Tijd. Tim Beumers ging verder met een solocarrière en werd columnist. CC bleef actief als rapper en droeg met zijn vocalen voornamelijk bij aan tracks van andere artiesten en groepen.
Hoewel de leden van VSOP ieder verschillende projecten hadden binnen en buiten de rapmuziek, is de groep nooit formeel uit elkaar gegaan.
Zes jaar na het album Huiswerk, verscheen in 2010 met XO-Status een nieuw album van VSOP. De titel van het album is een verwijzing naar de minimale rijptijd voor cognac om de XO-status te mogen dragen. Van de originele bezetting bleven Tim Beumers, Mike Tibbert en CC over en werd DJ Turne toegevoegd. In samenwerking met de Zaanse muziekproducent Presto, die de plaat volledig heeft geproduceerd, begon VSOP weer aan een laatste reeks optredens. Nadat in februari 2012 alle exemplaren van het album uitverkocht waren, werd het album gratis aangeboden op internet.
Op 28 november 2014 verscheen De Spiekremixes 3, waarop - met bijdragen van Tim, CC, ODM, Grimmig (voorheen Grimlock) en Mike - alle rappers van de originele VSOP-formatie nog éénmaal op de mixtape te horen waren. Deze mixtape was het derde en laatste deel uit de De Spiekremixes trilogie en bevat 39 tracks met onder meer gastrappers als Brainpower, Hef, Winne, Bizzy Blaze, Kraantje Pappie en Unorthadox.

## Discografie

### Studioalbums
- 2002 - Spelenderwijs (Redrum Records)
- 2004 - Huiswerk (Top Notch)
- 2011 - XO Status (Independent i.s.m. Gorilli Concept Store)

### Demo's
- 2000 - 2000 - Year of the Bunny
- 2001 - VSOP 2001

### Mixtapes
- 2004 - Spiekremixes
- 2005 - Spiekremixes 2
- 2014 - Spiekremixes 3

### Singles (fysieke uitgaven)
- 2004 - Letterlijk de illste (12 inch) - Met DJ Snelle Jelle
- 2004 - Voel je je gepest? - Met DJ Snelle Jelle
- 2005 - Elleboogwerk (12 inch) - Met DJ Snelle Jelle